# Ephedrus cerasicola
Ephedrus cerasicola är en stekelart som beskrevs av Jaroslav Stary 1962. Ephedrus cerasicola ingår i släktet Ephedrus och familjen bracksteklar. Arten är reproducerande i Sverige. Inga underarter finns listade i Catalogue of Life.